# Catherine L. Mann
Catherine L. Mann (* 20. Jahrhundert) ist eine US-amerikanische Ökonomin. Zwischen 2014 und 2017 war sie Chefökonomin der OECD und anschließend der Citibank. Seit 2021 ist sie für die Bank of England tätig.

## Werdegang, Forschung und Lehre
Mann studierte bis zum Abschluss als Bachelor of Arts 1977 Wirtschaftswissenschaft an der Harvard University und war anschließend zwei Jahre für die Chase Manhattan Bank als Kreditanalystin tätig. 1984 graduierte sie als Ph.D. am Massachusetts Institute of Technology bei Rudiger Dornbusch und Paul Krugman.
Nach ersten Tätigkeiten als Ökonomin für die US-Zentralbank und die Weltbank kehrte Mann 1989 zur Fed zurück. Zwischen August 1991 und Juli 1992 war sie für ein Jahr für den Council of Economic Advisers tätig. Dabei lag ihr Zuständigkeitsbereich als Senior Staff Economist auf der Analyse von Reformen in Lateinamerika, Ost- und Mitteleuropa und der ehemaligen Sowjetunion sowie von Entwicklungen zur Wirtschafts- und Währungsunion in der Europäischen Union und möglichen Implikationen für die Vereinigten Staaten. Anschließend war sie bis 1997 als Assistant Director erneut für die Fed tätig, dabei oblag ihr als Assistentin von Fed-Chairman Alan Greenspan dessen Vorbereitung auf internationale Gipfel. Ende 1997 wechselte sie zum Thinktank Peterson Institute for International Economics, wo sie sich als Senior Fellow mit wirtschaftspolitischen Fragen des internationalen Handels der Vereinigten Staaten, dem Wechselkurs des Dollars und Auswirkungen der Informationstechnologie auf Handel und Produktivität auseinandersetzte. Parallel gehörte Mann zwischen 1991 und 2000 dem wissenschaftlichen Personals der Vanderbilt University als Adjunkt-Professorin an.
2006 folgte Mann einem Ruf der Brandeis University, wo sie zunächst als Lecturer und ab 2010 als ordentliche Professorin lehrte und forschte. Im September 2014 wurde sie dort beurlaubt, um als Chefökonomin zur OECD zu wechseln. Nach knapp über dreijähriger Tätigkeit wurde sie bei der OECD von Laurence Boone beerbt und wechselte nach einer Cooling-off-Periode als Chefökonomin zur Citibank. 2021 wurde sie als Nachfolgerin des Belgiers Gertjan Vlieghe für drei Jahre in den neunköpfigen geldpolitischen Ausschuss der Bank of England berufen.
Im Mittelpunkt der akademischen Arbeit Manns stehen Fragestellungen zum internationaler Handel und der zugrundeliegenden Kapitalströme und Wechselkurse sowie der Zusammenhang zwischen Entwicklungen in der Informationstechnologie und Digitalisierung und globaler Wirtschaftsleistung. Neben der Veröffentlichung von Büchern und Fachartikeln tritt sie auch als TV-Expertin etwa bei Bloomberg Television auf.
Mann ist Mitglied im Council on Foreign Relations und der American Economic Association, wo sie im Führungspanel des Committee on the Status of Women in the Economics Profession vertreten war. Zeitweise leitete sie den Wirtschaftsausschuss der American Bankers Association.